# Discografia degli Eiffel 65
La discografia degli Eiffel 65, gruppo musicale dance italiano attivo dal 1998, è comprensiva di tre album in studio, due EP e oltre dieci singoli.

## Album in studio
| Anno                                                     | Dettagli                                                                                           | Posizione massima raggiunta | Posizione massima raggiunta | Posizione massima raggiunta | Posizione massima raggiunta | Posizione massima raggiunta | Posizione massima raggiunta | Posizione massima raggiunta | Posizione massima raggiunta | Posizione massima raggiunta | Posizione massima raggiunta | Posizione massima raggiunta | Certificazioni (Per quantità di vendite)   |
| Anno                                                     | Dettagli                                                                                           | AUS                         | AUT                         | CAN                         | FIN                         | FRA                         | GER                         | ITA                         | NZ                          | SWI                         | UK                          | US                          | Certificazioni (Per quantità di vendite)   |
| -------------------------------------------------------- | -------------------------------------------------------------------------------------------------- | --------------------------- | --------------------------- | --------------------------- | --------------------------- | --------------------------- | --------------------------- | --------------------------- | --------------------------- | --------------------------- | --------------------------- | --------------------------- | ------------------------------------------ |
| 1999                                                     | Europop - Data di pubblicazione: 22 novembre 1999 - Etichetta discografica: Universal/Republic     | 18                          | 16                          | 5                           | 8                           | 6                           | 37                          | 13                          | 4                           | 19                          | 12                          | 4                           | - AUS: Oro - CAN: Platino - US: 2× Platino |
| 2001                                                     | Contact! - Data di pubblicazione: 24 luglio 2001 - Etichetta discografica: Popular Records         | —                           | —                           | —                           | —                           | —                           | —                           | 32                          | —                           | —                           | —                           | —                           | - ITA: Platino                             |
| 2003                                                     | Eiffel 65 - Data di pubblicazione: 8 aprile 2003 - Etichetta discografica: Universal International | —                           | —                           | —                           | —                           | —                           | —                           | 13                          | —                           | —                           | —                           | —                           | - ITA: Platino                             |
| "—" denota pubblicazioni che non entrarono in classifica | |                             |                             |                             |                             |                             |                             |                             |                             |                             |                             |                             |                                            |

## Extended play
- 1999 - Episode I
- 2000 - Episode II

## Singoli

### Come artisti principali
| Anno                                                     | Singolo                       | Posizione massima raggiunta                      | Posizione massima raggiunta                      | Posizione massima raggiunta                      | Posizione massima raggiunta                      | Posizione massima raggiunta                      | Posizione massima raggiunta                      | Posizione massima raggiunta                      | Posizione massima raggiunta                      | Posizione massima raggiunta                      | Posizione massima raggiunta                      | Posizione massima raggiunta                      | Certificazioni (Per numero di vendite)                   | Album     |
| Anno                                                     | Singolo                       | AUS                                              | AUT                                              | CAN                                              | FRA                                              | GER                                              | ITA                                              | SUI                                              | SWE                                              | UK                                               | US                                               | US Pop                                           | Certificazioni (Per numero di vendite)                   | Album     |
| -------------------------------------------------------- | ----------------------------- | ------------------------------------------------ | ------------------------------------------------ | ------------------------------------------------ | ------------------------------------------------ | ------------------------------------------------ | ------------------------------------------------ | ------------------------------------------------ | ------------------------------------------------ | ------------------------------------------------ | ------------------------------------------------ | ------------------------------------------------ | -------------------------------------------------------- | --------- |
| 1998                                                     | Blue (Da Ba Dee)              | 1                                                | 1                                                | 1                                                | 1                                                | 1                                                | 3                                                | 1                                                | 1                                                | 1                                                | 6                                                | 2                                                | - AUS: 3× Platino - CAN: Oro - GER: 5× Oro - UK: Platino | Europop   |
| 1999                                                     | Move Your Body                | 4                                                | 1                                                | 4                                                | 1                                                | 4                                                | 1                                                | 2                                                | 8                                                | 3                                                | —                                                | 36                                               | - AUS: Platino - GER: Oro                                | Europop   |
| 2000                                                     | Too Much of Heaven            | 50                                               | 30                                               | —                                                | 20                                               | 35                                               | 2                                                | 22                                               | 52                                               | —                                                | —                                                | —                                                | - ITA: Platino                                           | Europop   |
| 2000                                                     | My Console                    | —                                                | —                                                | —                                                | —                                                | —                                                | —                                                | —                                                | —                                                | —                                                | —                                                | —                                                | - ITA: Platino                                           | Europop   |
| 2000                                                     | One Goal                      | —                                                | —                                                | —                                                | 37                                               | —                                                | 12                                               | —                                                | —                                                | —                                                | —                                                | —                                                |                                                          | Contact!  |
| 2000                                                     | Back in Time                  | —                                                | —                                                | —                                                | —                                                | —                                                | 12                                               | —                                                | —                                                | —                                                | —                                                | —                                                |                                                          | Contact!  |
| 2001                                                     | Lucky (In My Life)            | —                                                | 23                                               | 25                                               | 68                                               | 57                                               | 13                                               | 74                                               | 56                                               | —                                                | —                                                | —                                                | - ITA: Platino                                           | Contact!  |
| 2001                                                     | 80's Stars                    | —                                                | —                                                | —                                                | —                                                | —                                                | 9                                                | —                                                | —                                                | —                                                | —                                                | —                                                | - ITA: Platino                                           | Contact!  |
| 2002                                                     | Losing You                    | —                                                | —                                                | 10                                               | —                                                | —                                                | —                                                | —                                                | —                                                | —                                                | —                                                | —                                                |                                                          | Contact!  |
| 2002                                                     | Cosa resterà (in a song)      | —                                                | —                                                | —                                                | —                                                | —                                                | 12                                               | —                                                | —                                                | —                                                | —                                                | —                                                | - ITA: Platino                                           | Eiffel 65 |
| 2003                                                     | Quelli che non hanno età      | —                                                | —                                                | —                                                | —                                                | —                                                | 5                                                | —                                                | —                                                | —                                                | —                                                | —                                                | - ITA: Platino                                           | Eiffel 65 |
| 2003                                                     | Viaggia insieme a me          | —                                                | —                                                | —                                                | —                                                | —                                                | 13                                               | —                                                | —                                                | —                                                | —                                                | —                                                | - ITA: Platino                                           | Eiffel 65 |
| 2003                                                     | Una notte e forse mai più     | —                                                | —                                                | —                                                | —                                                | —                                                | 10                                               | —                                                | —                                                | —                                                | —                                                | —                                                | - ITA: Platino                                           | Eiffel 65 |
| 2004                                                     | Voglia di dance allnight      | —                                                | —                                                | —                                                | —                                                | —                                                | 24                                               | —                                                | —                                                | —                                                | —                                                | —                                                | - ITA: Platino                                           | Eiffel 65 |
| 2016                                                     | Panico                        | —                                                | —                                                | —                                                | —                                                | —                                                | —                                                | —                                                | —                                                | —                                                | —                                                | —                                                |                                                          |           |
| 2023                                                     | Movie Star                    | (inedito cantato solo a Una Voce Per San Marino) | (inedito cantato solo a Una Voce Per San Marino) | (inedito cantato solo a Una Voce Per San Marino) | (inedito cantato solo a Una Voce Per San Marino) | (inedito cantato solo a Una Voce Per San Marino) | (inedito cantato solo a Una Voce Per San Marino) | (inedito cantato solo a Una Voce Per San Marino) | (inedito cantato solo a Una Voce Per San Marino) | (inedito cantato solo a Una Voce Per San Marino) | (inedito cantato solo a Una Voce Per San Marino) | (inedito cantato solo a Una Voce Per San Marino) |                                                          |           |
| 2024                                                     | Bestiale (con Loredana Bertè) | —                                                | —                                                | —                                                | —                                                | —                                                | —                                                | —                                                | —                                                | —                                                | —                                                | —                                                |                                                          |           |
| "—" denota pubblicazioni che non entrarono in classifica |                               |                                                  |                                                  |                                                  |                                                  |                                                  |                                                  |                                                  |                                                  |                                                  |                                                  |                                                  |                                                          |           |

### Come artisti ospiti
| Anno | Titolo                                         | Classifiche | Classifiche | Certificazioni                     |
| Anno | Titolo                                         | ITA         | SWI         | Certificazioni                     |
| ---- | ---------------------------------------------- | ----------- | ----------- | ---------------------------------- |
| 2020 | Auto blu (Shiva feat. Eiffel 65)               | 1           | 96          | - ITA: 2x Platino (+140.000 unità) |
| 2020 | Blu (Achille Lauro feat. Eiffel 65)            | 71          | —           |                                    |
| 2021 | G Nel Body (Alien Cut feat. Eiffel 65 & Zighi) | —           | —           |                                    |
| 2022 | Heaven (Boomdabash feat. Eiffel 65 )           | 44          | —           | - ITA: Platino (+100.000 unità)    |

## Remix
- Systematic - Everyday
- Kim Lukas - All I Really Want
- Simone Jay - Paradise
- Bloodhound Gang - The Bad Touch
- Lutricia McNeal - Fly Away
- Ann Lee - Ring My Bell
- Regina - You & Me
- Andreas Johnson - Glorious
- Jane Birkin - Je t'aime moi non plus
- 883 - La regina del Celebrità
- Alphaville - Big in Japan
- 883 - Viaggio al centro del mondo
- Alex Party - U Gotta Be
- Kool & The Gang - Get Down On It
- Anna Vissi - Everything I Am
- Unique II - Forever
- Jean-Michel Jarre - Tout est bleu
- Love Inc. - Here Come the Sunshine
- Gala - Everyone Has Inside
- Supereva - I'm Thinkin of You
- Peach - Anywhere
- Aqua - Freaky Friday
- Toni Braxton - Spanish Guitar
- Piero Pelù - Toro loco
- Nek - La vita è
- Lilu - Little Girl
- Laura Pausini - Come una danza
- Laura Pausini - Il mio sbaglio più grande
- Dr Macdoo - Macahula Dance
- Ana Bettz - Black & White
- Vasco Rossi - Ti prendo e ti porto via
- Milky Way - Sky and Star
- Alicia - Open Your Eyes
- Mod Hit - Yo Tengo Yerba Buena
- A Decade in Blue Remix 2009
- Joywave - Every Window Is A Mirror

## Demo
- 2005 - Lost In The Supermarket[30]